# Politiebureau

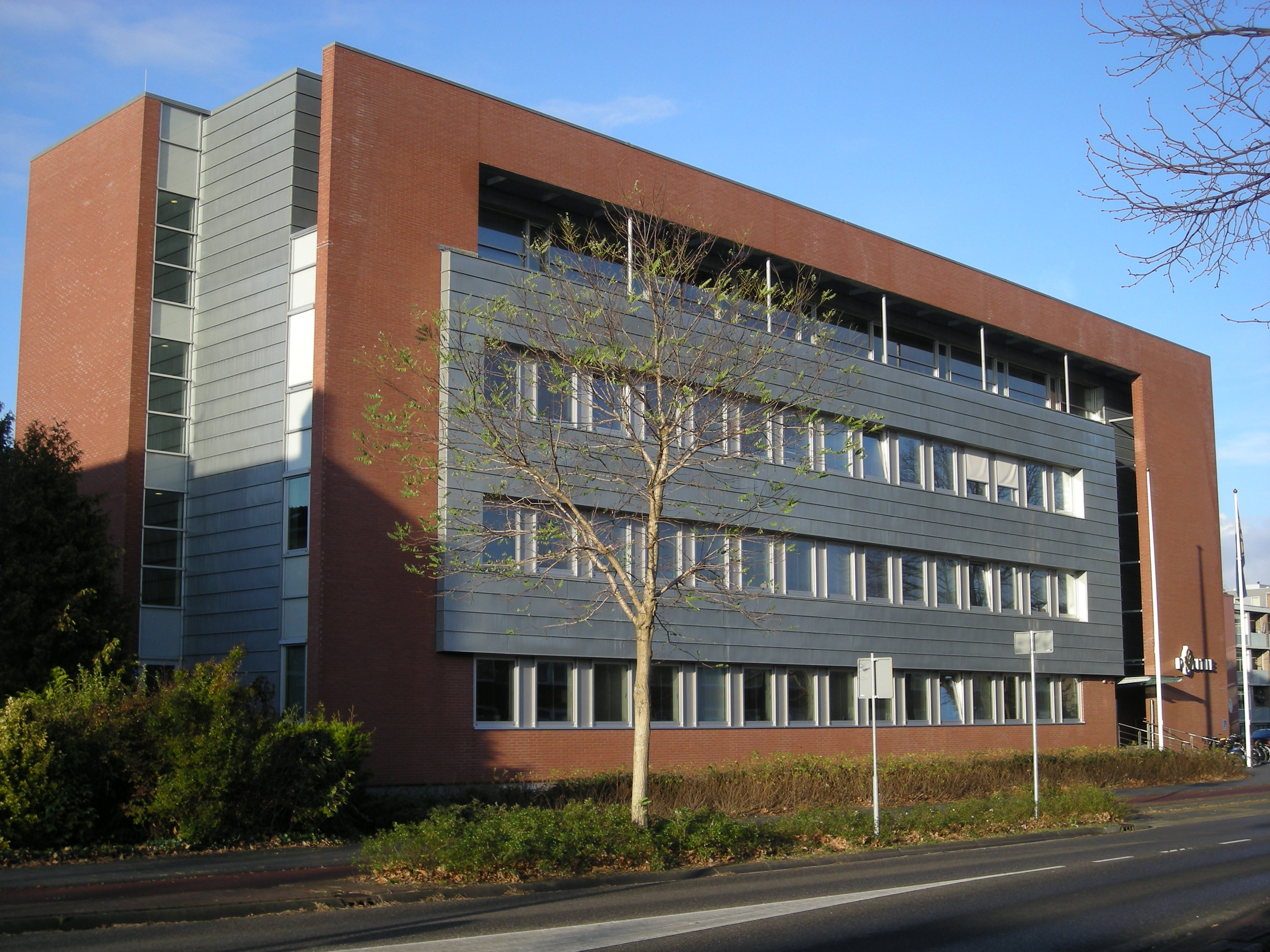
Politiebureau in Heerenveen

Een politiebureau is een gebouw waarin de politie is gehuisvest. Het is de centrale verzamelplaats voor de politiebeambten waar ze hun kantoorwerk (administratie) doen, besprekingen houden en de werkzaamheden buiten het bureau (zoals surveillance en huisbezoeken) voorbereiden.
Het politiebureau is ook de plaats waar veelal het verhoor plaatsvindt van verdachten van strafbare feiten. Na een aanhouding brengt de politie de arrestant over naar het politiebureau. Voor een langer verblijf zijn er in het gebouw politiecellen, niet te verwarren met gevangeniscellen.
Andere contacten tussen politie en burgers kunnen eveneens op een politiebureau plaatsvinden, zoals het verhoren van getuigen en slachtoffers. Voor een aangifte kan men naar een politiebureau, maar voor eenvoudige strafbare feiten is het ook mogelijk om internetaangifte te doen.
De openingstijden van politiebureaus zijn niet hetzelfde. Sommige zijn 24 uur per dag geopend, andere slechts tijdens kantooruren. Behalve politiebureaus zijn er ook wijkbureaus of steunpunten in bijvoorbeeld een wijkcentrum, die op een bepaalde dag spreekuur houden.